# Boss HM-3
Boss HM-3 — це педаль дисторшну для гітари, яка вироблялась корпорацією Roland під торговою маркою Boss з 1993 по 1998 рік. Педаль не набула великої популярності, тому її випуск був перерваний.

## Історія
З квітня 1993 випускалась в Тайвані.
Грудень 1998-й рік кінець випуску педалі.

## Конструкція
Ця педаль являє собою аналоговий тип ефекту. Плата створена по технології наскрізного монтажу.
По конструкції педаль схожа на Boss HM-2, але зі своїми змінами. В цілому її звучання близьке до HM-2, але все одно це унікальна педаль зі своїм характером.
У педалі реалізовано буфер, який підсилює гітарний сигнал.

## Відомі гітаристи
Відомі користувачі:
- Курт Кобейн в студії під час створення пісні You Know You're Right.[3]
- Уоррен Хейнс[3]